# Tomorrow I Go
Tomorrow I Go – singel albańskiej piosenkarki Lediny Çelo napisany przez Sidorelę Risto, Adriana Hilę i Pandiego Laço oraz nagrany w 2004 roku, wydany w formie singla w kolejnym roku.
Utwór opowiada o przeżyciach córki, która wychodzi za mąż i opuszcza dom rodzinny.
Utwór w albańskiej wersji językowej („Nesër shkoj”) wygrał 43. Festivali i Këngës, dzięki czemu reprezentował Albanię podczas jubileuszowego, 50. Konkursu Piosenki Eurowizji. Na potrzeby konkursu tekst piosenki zostały przearanżowany i przetłumaczony na język angielski oraz wydany pod tytułem „Tomorrow I Go”.
Przed występem w konkursie piosenkarka wyruszyła w europejską trasę promocyjną, w ramach której wystąpiła w Andorze, Macedonii, Bośni i Hercegowinie, Chorwacji, na Malcie, Cyprze, Białorusi i Litwie. Dzięki zajęciu miejsca w pierwszej dwunastce przez  Anjezę Shahini podczas konkursu w 2004 roku. Ledina miała zapewnione miejsce w finale, 21 maja zaprezentowała swoją piosenkę w finale konkursu jako ósma w kolejności i zdobyła za nią łącznie 53 punkty, w tym m.in. najwyższą notę 12 punktów od Macedonii, dzięki czemu uplasowała się na 16. miejscu ostatecznej klasyfikacji. Choreografię prezentacji wymyślił Arjan Sukniqi.